# 第二斯捷潘尼夫卡
46°45′52″N 35°56′22″E / 46.76444°N 35.93944°E
第二斯捷潘尼夫卡（烏克蘭語：Степанівка Друга）是位於烏克蘭東南部的村莊，由扎波羅熱州梅利托波爾區的普里亞速斯凱市鎮負責管轄。該村距離波赫丹尼夫卡0.5公里，始建於1994年，面積1.75平方公里，2001年人口752。